# Circuitazione
In matematica, la circuitazione o circolazione di un campo vettoriale {\displaystyle \mathbf {v} (P)} nel punto {\displaystyle P} di una curva {\displaystyle \ell } è il prodotto scalare:
{\displaystyle \langle \mathbf {v} ,\mathrm {d} \ell \rangle =|\mathbf {v} |\cdot |\mathrm {d} \ell |\cos \alpha }
dove {\displaystyle \mathrm {d} \ell } è lo spostamento infinitesimo di {\displaystyle P} lungo {\displaystyle \ell } e {\displaystyle \alpha } l'angolo che il campo forma con {\displaystyle \ell }. Questa definizione prende anche il nome di circuitazione elementare.
Per circuitazione o circolazione relativa alla curva {\displaystyle \ell } si intende l'integrale curvilineo di {\displaystyle \mathbf {v} } esteso ad {\displaystyle \ell }:
{\displaystyle \int _{\ell }\mathbf {v} \cdot \mathrm {d} \ell }
Cambiando il verso di percorrenza di {\displaystyle \ell }, la circuitazione cambia di segno.

## Circuitazione lungo percorsi chiusi
Di particolare interesse è la circuitazione lungo percorsi chiusi, utilizzata specialmente in fisica. Ad esempio, un campo vettoriale è conservativo se e solo se la sua circuitazione lungo ogni linea chiusa è nulla.
Per il teorema del rotore, un caso particolare del teorema di Stokes, la circuitazione di {\displaystyle \mathbf {v} } lungo una linea chiusa {\displaystyle \Gamma } è data da:
{\displaystyle \oint _{\Gamma }\mathbf {v} \cdot \mathrm {d} \Gamma =\iint _{S}{\big (}\nabla \times \mathbf {v} {\big )}\cdot \mathrm {d} S}
dove il termine a destra è l'integrale di superficie del rotore {\displaystyle \nabla \times \mathbf {v} } di {\displaystyle \mathbf {v} } esteso alla superficie {\displaystyle S} delimitata da {\displaystyle \Gamma }.
Il campo elettrostatico è un importante esempio di campo di forze conservativo generato nello spazio dalla presenza di cariche elettriche stazionarie (nel tempo e nella posizione). Se invece abbiamo un campo elettromotore, cioè con un passaggio di corrente stazionaria, la circuitazione è pari alla forza elettromotrice indotta.